# Concertino (forma muzyczna)

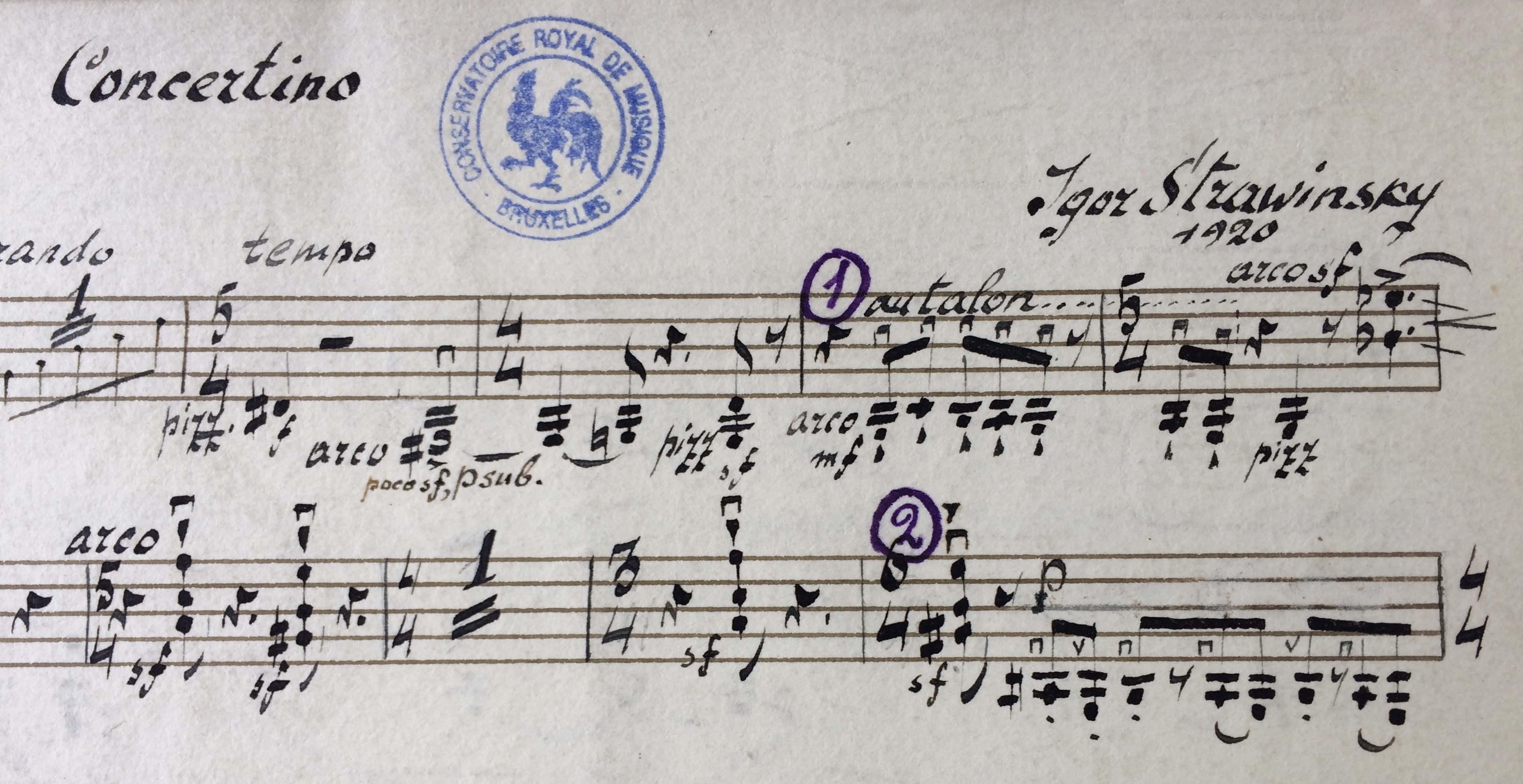
Igor Strawinski, Concertino na kwartet smyczkowy, 1920 (fragment)

Concertino (niem. Konzertstück) – utwór muzyczny na instrument solowy z towarzyszeniem orkiestry, pochodna koncertu.
Nazwa jest włoskim zdrobnieniem słowa „koncert” (wł. concerto)  i oznacza miniaturyzację tej formy muzycznej. W Niemczech przyjęła się nazwa Konzertstück . 
Jest rodzajem miniatury koncertowej , zapoczątkowanej w okresie wczesnego romantyzmu (ok. 1800). Przyjmuje uproszczoną formę jedno- lub kilkuczęściową (zwykle graną bez przerw), z płynnymi zmianami tempa i charakteru utworu .
Najczęściej concertino nawiązuje do tradycyjnego koncertu, zachowując jego trzyczęściowy układ o charakterze repryzowym. Jest ono zwykle realizowane w znacznie okrojonej formie w stosunku do koncertu romantycznego w stylu brillant, ma także dużo prostszą i mniej sformalizowaną budowę wewnętrzną. W swojej formie concertino wraca do pierwotnego sposobu koncertowania, opartego na dialogu instrumentu solowego z orkiestrą, niekiedy nawet przy użyciu krótkich fraz, jak w Concertino na fortepian i orkiestrę (1925) Arthura Honeggera. 
Najbardziej znane concertina z epoki romantyzmu to m.in. Concertino Es-dur na klarnet i orkiestrę, op. 26 (1811) i Konzertstück na fortepian i orkiestrę (1821) oba Carla Marii von Webera oraz Konzertstück für Klavier und Orchester G-dur, op. 92 (Introduction und Allegro appassionato) (1849) Roberta Schumanna  . Jako forma muzyczna concertino stało się ponownie modne od lat 30. XX wieku, czego przykładem może być Konzertstück na trautonium i orkiestrę smyczkową (1931) Paula Hindemitha oraz Concertino de printemps na skrzypce i orkiestrę, op. 135 (1934) Dariusa Milhauda .